# رامون كاسترو (لاعب كرة قاعدة أمريكي)
رامون كاسترو (بالإنجليزية: Ramón Castro)‏ هو لاعب كرة قاعدة أمريكي، ولد في 1 مارس 1976 في Vega Baja, Puerto Rico ‏ في الولايات المتحدة.

## وصلات خارجية
- رامون كاسترو على موقع دوري كرة القاعدة الرئيسي (الإنجليزية)
- رامون كاسترو على موقعبيزبول رفرنس.كوم (الدوري الرئيسي) (الإنجليزية)
- رامون كاسترو على موقعبيزبول رفرنس.كوم (الدوري الثانوي) (الإنجليزية)
- رامون كاسترو على موقع إي إس بي إن.كوم (أم.أل.بي) (الإنجليزية)
- رامون كاسترو على موقع مشجعي الرسوم البيانية (الإنجليزية)